# 武漢国民政府
武漢国民政府（ぶかんこくみんせいふ）
- 1926年〜1927年の間、武漢に存在した国共合作の政権。単に武漢政府とも呼ばれる。本項で説明。
- 1937年〜1938年の間の南京国民政府の別称 。日中戦争時に、南京政府が武漢へと遷都していた時期の呼称。

## 概要

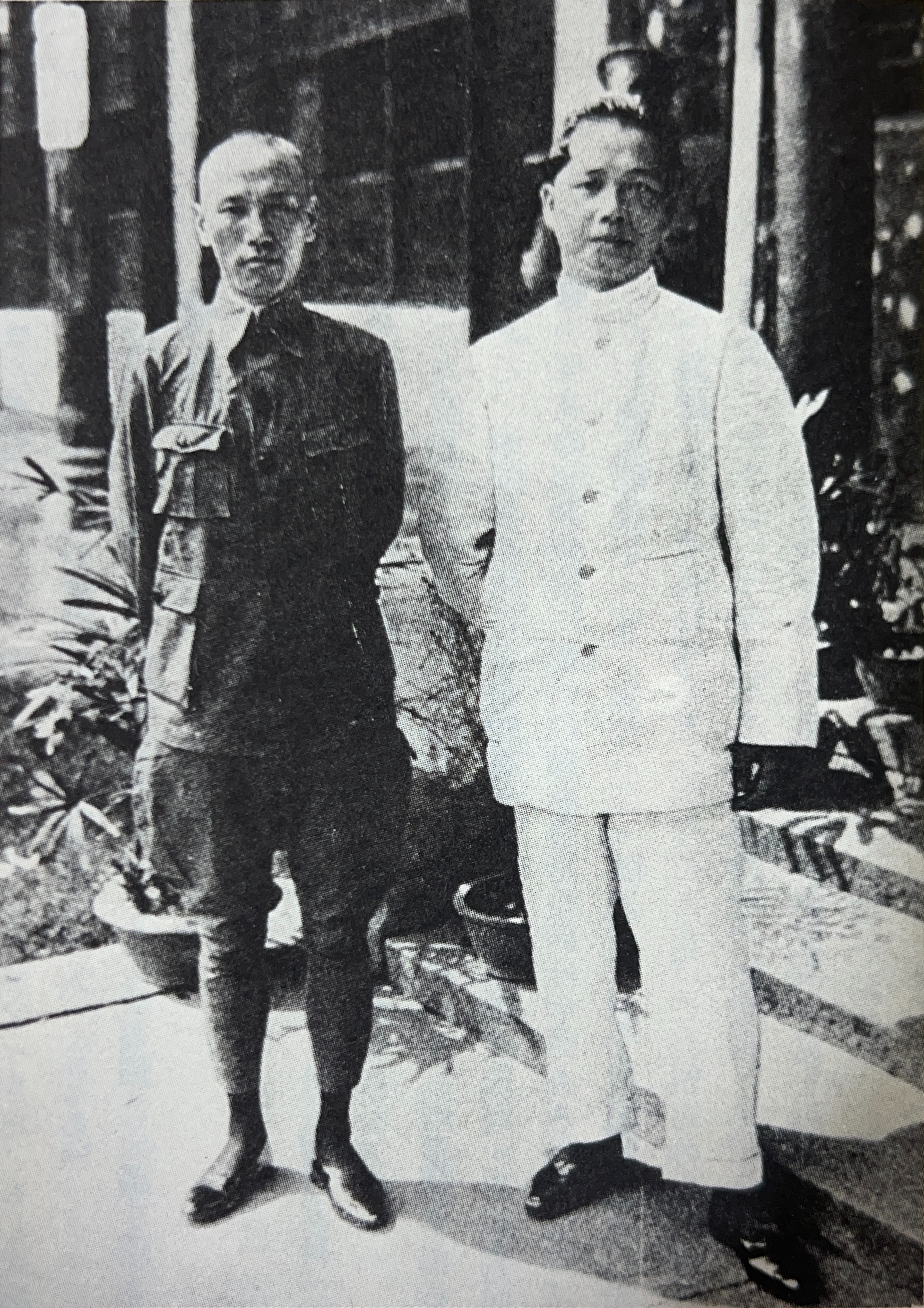
蒋介石と汪兆銘（1927年）

1926年に蔣介石率いる国民革命軍の北伐軍が武漢を占領し、同年12月汪兆銘らの国民党左派が共産党のメンバーと提携、広州国民政府（広東政府）が広州から武漢に遷都して成立した。
1927年4月に蔣介石ら国民党右派が反共クーデターを起こし（上海クーデター）、南京国民政府を樹立して共産党を弾圧、対立した。その後、経済不安や土地革命をめぐる共産党との対立によって、武漢政府も共産党を弾圧して同年7月に反共方針を明確化（国共分離）・分裂し、同年9月に南京政府に合流した。

## 沿革

### 広東国民政府と中山艦事件

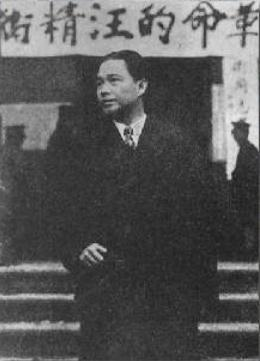
汪兆銘

1925年3月の孫文の死去後、その後継者として汪兆銘は広東で国民政府常務委員会委員長と軍事委員会主席を兼任した。この政府は中国国民党右派を排除したもので、毛沢東ら中国共産党の党員も参加していた。なお、中国共産党中央委員候補であった毛沢東を国民党中央宣伝部長代理に任命したのは汪兆銘であった。
広州国民政府は、列国からの承認は得なかったものの、国民党が直接掌握し、政治・軍事・財政・外交を統括する機関として、来たるべき全国統一政権の規範となるものであった。汪を委員長とする政府は、五・三〇事件から派生した香港海員スト（省港大罷工）の支援にみられるように民主的側面をもっており、汪は広州を国民革命の拠点とすることに成功した。しかし、国共両党間の主導権争いがつづく情勢のなか、1926年3月20日、蔣介石が戒厳令を布き、共産党員を逮捕し、ソビエト連邦顧問団の住居と省港ストライキ委員会を包囲する中山艦事件（三・二○事件）を起こすと、汪蔣間の対立が激化した。これは、軍艦中山艦の動静をみた蔣介石が、共産党側によるクーデター準備ではないかと疑念をいだいて起こしたものであった。この事件によって、蔣は国民政府連席会議において軍事委員会主席に選ばれ、党や軍における権勢を拡大させたため、汪はこれを不服とし、自ら職責を辞任してフランスに外遊した。一方、共産党側の活動は大きく制限された。

### 国民党の左右対立と武漢遷都
1926年7月、蔣介石はみずから国民革命軍総司令となって、いわゆる「北伐」を開始した。蔣を中心とする新右派は中国共産党の抑圧を図ったが、共産党が蔣に譲歩して北伐に同意した。また、すでに軍権を掌握した蔣介石は政権をも握ろうとして江西省南昌への遷都を図ったが、反蔣の左派と共産派はこれに抵抗し、1927年1月、湖北省武漢への遷都を強行した。そして、武漢国民政府の第二期三中全会で総司令職を廃して蔣介石を一軍事委員に格下げし、国民党と政府の大権を汪兆銘に託して蔣介石に対抗しようとした。

### 上海クーデターと汪の変心

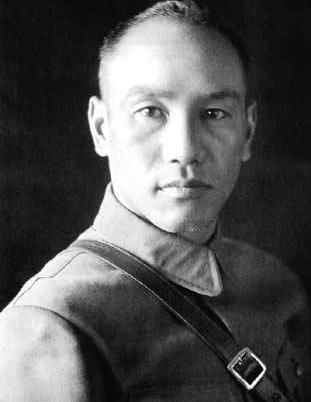
蔣介石

党や軍での権力を確立したかにみえた蔣介石であったが、それまで党内業務に関係していなかった蔣が共産党員も内部にかかえた党を取り仕切るのは困難で、1927年3月、蔣は汪兆銘にフランスからの帰国を要請した。
国民党左派と共産党は、3月で武漢でひらかれた国民党第二期第三回中央委員会で優位を確保したのに対し、蔣介石ら国民革命軍主流は、上海財界の支持を背景に林森ら国民党西山会議派とも提携して、これに対抗した。
蔣の招電に応じて4月1日に上海に到着し、再帰国した汪は、中央常務委員、組織部長に返り咲いた。汪はただちに中国共産党との話し合いに入った。4月5日、汪兆銘は共産党の中心人物である陳独秀とともに「中国国民党の多数の同志、およそ中国共産党の理論およびその中国国民党に対する真実の態度を了解する人々は、だれも蔣総理の連共政策をうたがうことはできない」との共同声明（汪・陳共同声明）を発表した。この声明は、汪が国民党内でも蔣とのあいだに路線対立があることをなかば認め、共産党は汪との協力のもとで蔣排斥の立場にあることを示唆しつつ、蔣が容共政策を採ることを求める内容であった。しかし、結局、蔣介石と共産党との調停には成功しなかった。
4月12日、蔣介石は反共クーデター（上海クーデター）を断行し、共産党弾圧に乗り出した。蔣介石と李宗仁の軍が、共産党系の労働団体である上海総工会の武装行動隊を武装解除し、流血の惨事となったのである。これは、3月に南京入城を果たした国民革命軍が日本やイギリスの領事館、アメリカ合衆国系の大学などに侵入して略奪や暴行をはたらいた南京事件の背後に、反帝国主義を掲げる中国共産党やソ連人顧問の暗躍があると蔣が判断し、危惧したために引き起こされたともいわれている。
4月18日、蔣介石は江蘇省南京に反共を掲げる新しい国民政府を組織して、共産党の影響の強い武漢国民政府から離脱した。蔣は、国民党内から共産党員やその同調者、国民党左派などを摘発し、逮捕ないし殺害する「清党運動」を広げていった。
汪兆銘は武漢政府に残った。4月下旬、武漢の漢口埠頭には英米日仏伊などの軍艦計42隻が揃い、武漢政府に威圧を加えた。武漢駐在の外国企業は活動を停止し、企業家たちは武漢を離れ、政府は破産状態に陥りかけた。こうしたなか、6月1日、ヨシフ・スターリンからの新しい訓令が中国在留コミンテルンのインド人革命家マナベンドラ・ロイのもとにもたらされたことを契機として、汪も変心する。ロイはこの秘密電報を汪兆銘に示し、訓令の承認をせまったが、訓令はきわめて内政干渉の度合いが強く、中国の主権を大きく侵害し、私有財産を否定する内容であった。中国における革命運動の激化は、かえって汪兆銘に共産党への強い警戒心を植え付けさせ、反革命の立場に立たせることとなった。汪は7月に入って共産党と絶縁し、武漢にて清党工作を進めた。7月13日、共産党はコミンテルンからの指示を受けて武漢政府から退去し、7月15日、中国国民党は共産党を批判し、従来の容共政策の破棄を宣言して第一次国共合作はここに崩壊した。

### 武漢政府の瓦解

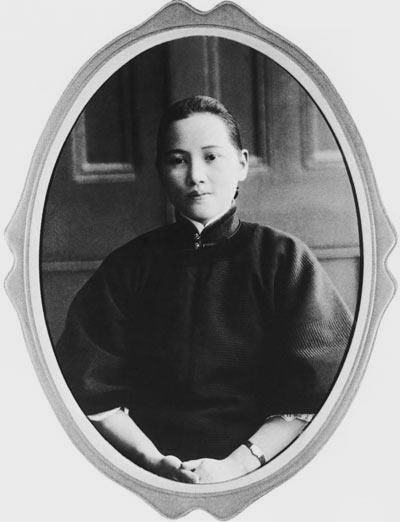
宋慶齢

「反共産党」の立場で汪と蔣の意見が一致したことから、武漢政府と南京政府の再統一がスケジュールにのぼり、蔣介石が一時的に下野することを条件に両政府は合体することとなった。こうしたなか、孫文未亡人の宋慶齢のみは国民党のなかにあって容共路線の継続を主張し、ソビエト連邦に亡命した。1927年9月、武漢政府は瓦解し、南京国民政府に合流した。